# Durella
Durella ist eine weiße Rebsorte aus Italien. Sie erbringt sehr säurebetonte Weine (hoher Apfelsäuregehalt) mit kräftigem Charakter und einem herben Fruchtgeschmack. Dies macht die Weißweine der Durella-Traube zu einer guten Grundlage zur Herstellung von Schaumwein. Der Name Durella kommt vermutlich von der harten Schale der Beeren, da duro auf Italienisch hart heißt.
Durella wird hauptsächlich in der Region Venetien angebaut. Früher wurden die Grundweine vorrangig zur Herstellung von Sekt nach Deutschland exportiert. Seit der Ernennung des Weinbaugebiets Lessini Durello 1987 zur DOC findet man mehr und mehr lokal vermarktete Weine auf Basis von Durella. Sie ist eine Varietät der Edlen Weinrebe (Vitis vinifera). Sie besitzt zwittrige Blüten und ist somit selbstfruchtend. Beim Weinbau wird der ökonomische Nachteil vermieden, keinen Ertrag liefernde, männliche Pflanzen anbauen zu müssen.
Durella ist auch ein Synonym für die weiße Rebsorte Nosiola. Beide Sorten sind jedoch nicht miteinander verwandt.
Siehe auch den Artikel Weinbau in Italien sowie die Liste von Rebsorten.

## Synonyme
Durella ist auch unter den Namen Cagnina, Caina, Duracino, Durella Bianca, Durello, Durelo, Durola Bianca, Rabbiosa, Rabiosa, Rabiosa di Asolo bekannt.